# Plegapteryx grotesca
Plegapteryx grotesca là một loài bướm đêm trong họ Geometridae.